# Pimenta racemosa
Espèce
Classification phylogénétique
Synonymes
- Amomis acris (Sw.) O.Berg[2]
- Amomis caryophyllata Krug & Urb.[2]
- Amomis oblongata O.Berg[2]
- Amomis pimento O.Berg[2]
- Caryophyllus racemosus Mill.[2]
- Eugenia tabasco (Willd. ex Schltdl. & Cham.) G.Don[2]
- Myrcia acris (Sw.) DC.[2]
- Myrcia pimentoides DC.[2]
- Myrtus acris Sw.[2]
- Myrtus caryophyllata Jacq.[2]
- Myrtus pimentoides (DC.) T.Nees[2]
- Myrtus tabasco Willd. ex Schltdl. & Cham.[2]
- Pimenta acris (Sw.) Kostel.[3] [2]
- Pimenta citrifolia (Poir.) Kostel.[2]
- Pimenta dioica var. tabasco (Willd. ex Schltdl. & Cham.) Standl.[2]
- Pimenta officinalis var. cumanensis O. Berg[2]
- Pimenta pimento Griseb.[2]
- Pimenta racemosa var. racemosa[2]
- Pimenta tabasco (Willd. ex Schltdl. & Cham.) Lundell[2]
- Pimentus cotinifolia Raf.[2]

Pimenta racemosa est une espèce de plantes à fleurs de la famille des Myrtaceae. C'est un arbre sempervirent originaire des Antilles. 

## Description

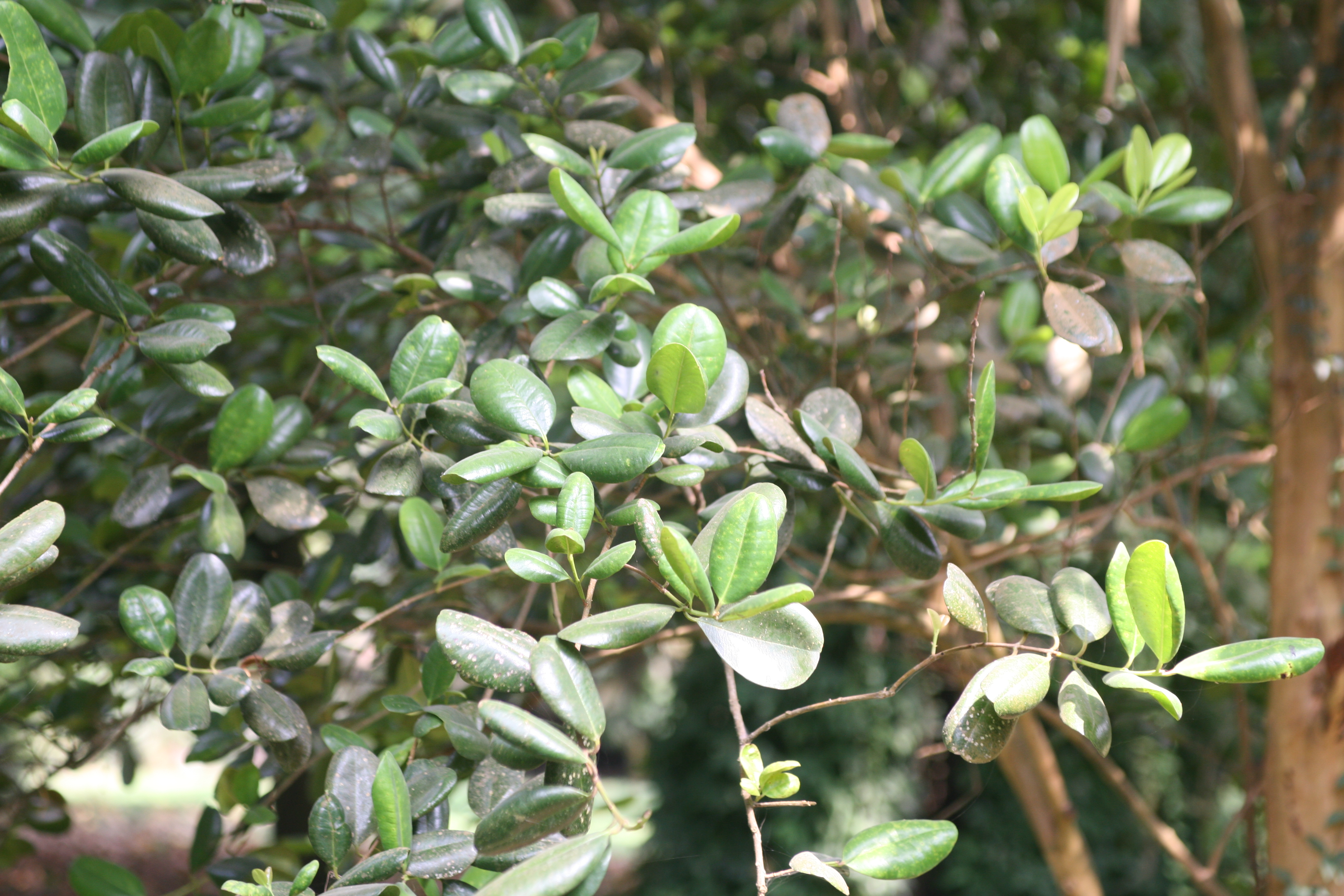
Feuilles de Pimenta racemosa.

Il peut atteindre près de 15 mètres, mais quelques spécimens atteignent 20 mètres. L'âge des plantations n’est pas toujours très précis, mais des arbres de 50 ans ont été signalés.

## Noms vernaculaires
En français, Pimenta racemosa est appelé « bay Saint Thomas » ou « piment couronné » ou « bois d'Inde », nom qu'il partage avec le piment de la Jamaïque (Pimenta dioica).
Les anglophones le désignent sous les noms de « bay rum tree », « ciliment ».
En langue tonga[Laquelle ?], il est appelé « binamoni ».

## Écologie et habitat
Il se trouve à 750 mètres d’altitude et se développe mieux dans les zones où la température annuelle varie entre 22 et 28 °C, mais peut supporter 18 à 32 °C. Il a besoin de soleil ou d’ombrage léger. 

## Distribution
Pimenta racemosa est originaire des Antilles, il est répandu dans la région des Caraïbes. Cette espèce, beaucoup plus largement cultivée dans les siècles passés qu'elle ne l'est encore aujourd'hui, a été introduite en Floride, dans quelques pays d'Afrique, d'Asie, ainsi que dans des îles du Pacifique, où elle est considérée comme invasive, notamment dans les îles Cook, Fidji, Hawaï et Tonga, où ses populations très denses peuvent éliminer les espèces indigènes. Compte tenu de sa naturalisation au Bénin et dans d'autres îles du Pacifique le risque de la voir se naturaliser dans d'autres pays où elle est cultivée n'est pas négligeable.

## Usages

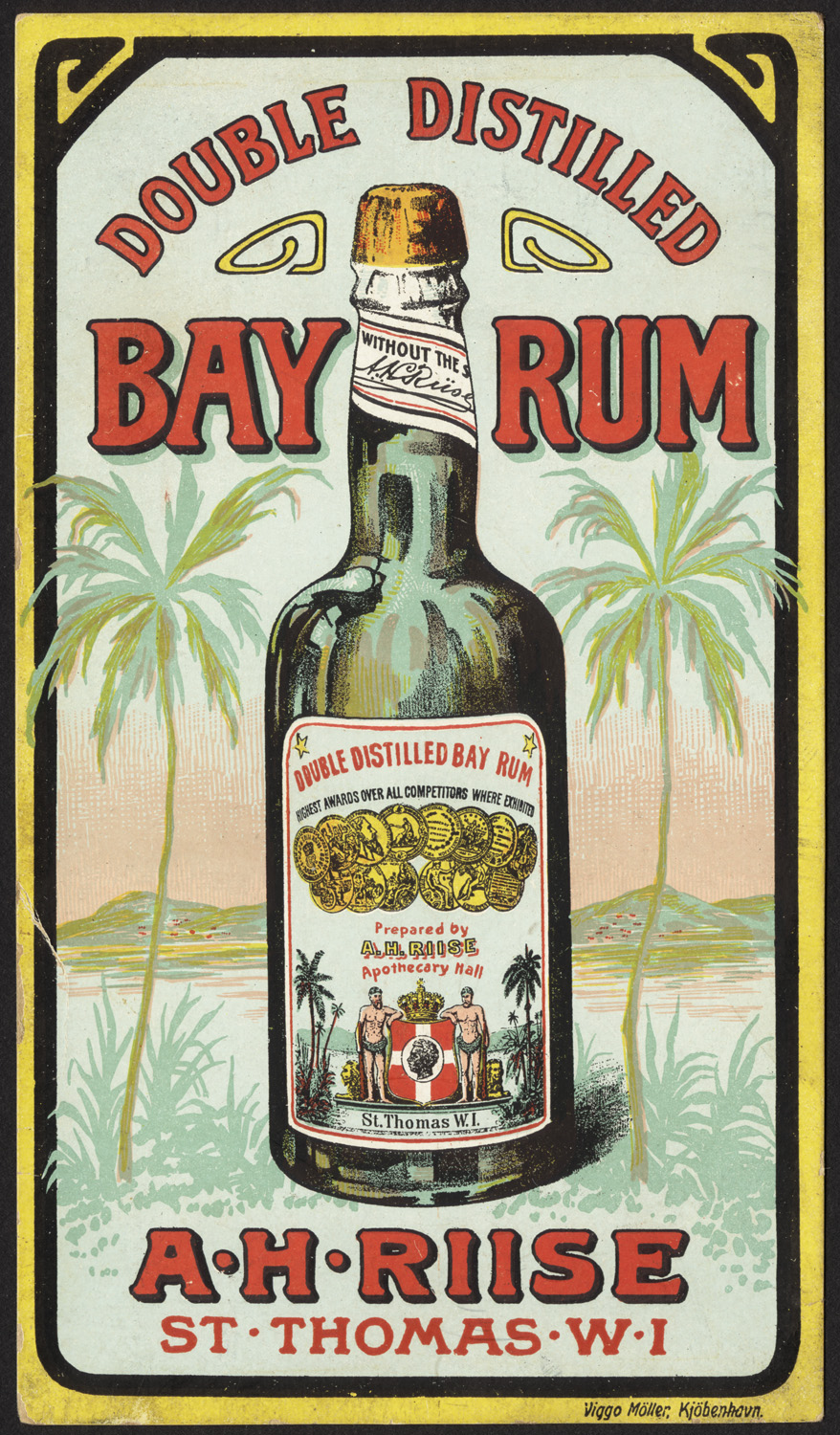
Bay rum de Saint Thomas.

Ses feuilles sont utilisées dans la cuisine ou pour faire un thé aromatique. Il contient aussi une huile parfumée qui est essentielle dans la fabrication de fragrants de parfums, comme le bay rum. Le fruit, le bay rum et l'huile essentielle sont toxiques et ne doivent pas être ingérés. Il est notamment utilisé dans les produits de soins pour cheveux et dans les lotions après-rasage, mais peut causer l’irritation de la peau. Les fruits aromatiques, l'écorce et surtout les feuilles sont transformés pour être utilisés comme épice. Dans la médecine, l'huile des feuilles est utilisée comme insectifuge, antibiotique ou remède contre les douleurs à l'estomac et est appliquée pour traiter les maladies de la peau. Le thé fait à partir des feuilles traite la fièvre et le rhume. On utilise son bois en menuiserie pour faire des bâtons de marche. Côté culinaire, les feuilles sont utilisées pour cuisiner des plats de riz, de soupes et de ragoûts dans les Caraïbes, tout comme dans d'autres parties du monde.

## Récolte
La récolte peut se faire toute l'année, bien que les périodes de sécheresse soient préférées. Elle se fait une fois par an ou 3 années sur 4.

## Liste des variétés
Selon Catalogue of Life (20 juillet 2017) :
- variété Pimenta racemosa var. grisea
- variété Pimenta racemosa var. hispaniolensis
- variété Pimenta racemosa var. ozua
- variété Pimenta racemosa var. racemosa
- variété Pimenta racemosa var. terebinthina

Selon World Checklist of Selected Plant Families (WCSP) (20 juillet 2017) :
- variété Pimenta racemosa var. grisea (Kiaersk.) Fosberg (1942)
- variété Pimenta racemosa var. hispaniolensis (Urb.) Landrum (1984)
- variété Pimenta racemosa var. ozua (Urb. & Ekman) Landrum (1984)
- variété Pimenta racemosa var. racemosa
- variété Pimenta racemosa var. terebinthina (Burret) Landrum (1984)

Selon The Plant List (20 juillet 2017) :
- variété Pimenta racemosa var. grisea (Kiaersk.) Fosberg
- variété Pimenta racemosa var. hispaniolensis (Urb.) Landrum
- variété Pimenta racemosa var. ozua (Urb. & Ekman) Landrum
- variété Pimenta racemosa var. terebinthina (Burret) Landrum

Selon Tropicos (20 juillet 2017) (Attention liste brute contenant possiblement des synonymes) :
- variété Pimenta racemosa var. grisea (Kiaersk.) Fosberg
- variété Pimenta racemosa var. hispaniolensis (Urb.) Landrum
- variété Pimenta racemosa var. ozua (Urb. & Ekman) Landrum
- variété Pimenta racemosa var. racemosa
- variété Pimenta racemosa var. terebinthina (Burret) Landrum